# Бурмистрова, Анна Викторовна
Анна Викторовна Бурмистрова (Прокопенко) (укр. Ганна Вікторівна Бурмістрова, родилась 16 июня 1977 года Ростов-на-Дону) — российская и украинская гандболистка, бронзовый призёр летних Олимпийских игр 2004 года.

## Биография
Выступала за команды «Мотор» (Запорожье), «Источник», «Ростов-Дон» (оба — Ростов-на-Дону), «Лада» (Тольятти), «Будучност» (Подгорица). Бронзовый призёр Олимпийских игр 2004 года по гандболу среди женских команд, награждена орденом княгини Ольги III степени. После завершения карьеры вернулась в Россию, и вернула российское гражданство.